# Taste
Taste fue una banda de blues rock fundada en 1966 en la ciudad irlandesa de Cork por Rory Gallagher. Creada como power trio, lanzaron solo dos álbumes de estudio en sus cortos cuatro años de carrera, con un relativo éxito en el Reino Unido y una escasa atención en Norteamérica. En 1970, Gallagher separó la agrupación tras serios problemas entre sus miembros, y con ello inició su carrera como solista.

## Historia
En 1966 Rory abandonó la banda The Impact, luego de dos años en ella, para formar un nuevo proyecto musical. Para ello regresó a su ciudad natal, Cork, en donde convocó al bajista Eric Kitteringham y al baterista Norman Damery, provenientes de la banda de rhythm and blues The Axels, y fundó el grupo The Taste. Durante los primeros meses tocaron en distintos clubes de Irlanda, como el R&B Club de Belfast, e incluso llegaron a Hamburgo, en Alemania.
A finales de 1967 y en el mencionado club conocieron a Eddie Kennedy, que pasó a ser su mánager, y junto con él viajaron a Londres, donde pronto se hicieron conocidos. Gracias a Kennedy grabaron una maqueta y luego les consiguió un contrato con la discográfica Polydor Records, pero exigió a Rory que se deshiciese de Kitteringham y Damery, terminando de convencerle a base de engaños. Al año siguiente creó una nueva versión de la banda y la llamó simplemente Taste, junto con Richard "Charlie" McCracken en el bajo y a John Wilson en la batería.
En 1969, debutaron con el disco homónimo, que obtuvo muy buena acogida en el Reino Unido y que les permitió recorrer distintos recintos, como el Club Marquee, y recibieron la oportunidad de ser teloneros de la banda Cream por su gira en el país británico. Un año después lanzaron On the Boards, que debutó en la lista UK Albums Chart en el puesto 18 y que incluye influencias del jazz y del rhythm and blues. Durante la gira promocional llegaron por primera vez a Norteamérica como teloneros del supergrupo Blind Faith y giraron por diversas ciudades del continente europeo.
Una de ellas fue la presentación en el Festival de la Isla de Wight en 1970, donde compartieron escenario con artistas como The Who y Jimi Hendrix. En ese mismo tiempo las relaciones entre sus miembros eran inestables, a tal punto que Rory puso fin a la agrupación para iniciar su carrera como solista; por otro lado, Wilson y McCracken crearon en 1971 la agrupación Stud, con gran éxito en Alemania y en el Reino Unido.
A pesar de que Taste ya no existía como agrupación, el sello Polydor aún era propietario de los derechos de sus canciones, por lo que lanzaron en 1971 dos álbumes en vivo: Live Taste, grabado en el Montreux Casino, en Suiza, y Live at Isle Wight Festival, que fue grabado precisamente en el festival ya mencionado.

## Miembros
- Rory Gallagher: guitarra, voz, armónica y saxofón (1966-1970)
- Richard "Charlie" McCracken: bajo (1968-1970)
- John Wilson: batería (1968-1970)

### Miembros anteriores
- Eric Kitteringham: bajo (1967-1968)
- Norman Damery: batería (1967-1968)

## Discografía

### Álbumes
- 1969: Taste (Polydor)
- 1970: On The Boards (Polydor)
- 1971: Live Taste (Polydor)
- 1971: Live at the Isle of Wight (Polydor)
- 1974: In the Beginning (Emerald - disco no autorizado) (publicado bajo el apodo Taste and Rory Gallagher)

### Sencillos
- 1968: «Blister of the moon» / «Born on the wrongside of town» (Polydor)
- 1969: «Wrong side of time» / «Same old story» (Polydor)
- 1969: «What's going on» / «Wrong side of time» + «Blister on the Moon» (Polydor - no autorizado) (solo Alemania)
- 1972: «Wee wee baby» / «You've got to play» (BASF) (solo Alemania)
- 1972: «What's going on» / «Railway & gun» (Polydor)
- 1982: «Blister of the moon» + «Sugar Mama» / «Catfish» + «On the boards» (Polydor, 1982). Se editó en formato 7" y 12"
- 1984: «Born on the wrong side...» / «Same old story» (Polydor) (solo Italia)
- 1984: «Born on the wrong side...» / «Same old story» (Polydor) (solo Japón)
- 1985: «If I don't sing...» / «I'll Remember» (Polydor) (solo España)

### Recopilatorios
- 1994: The Best of Taste (Polydor)

### Cajas recopilatorias
- 2015: I'll Remember (Polydor)